# Støren
Støren is een plaats in de Noorse gemeente Midtre Gauldal, provincie Trøndelag. Støren telt 2037 inwoners (2009) en is de zetel van het gemeentebestuur. De plaats ligt aan Dovrebanen en Rørosbanen.
Støren was tussen 1837 en 1964 een zelfstandige gemeente. In dat laatste jaar fuseerde Støren met Budal, Singsås en Soknedal tot Midtre Gaudal. De dorpskerk dateert uit 1817.

## Geboren
- Timon Haugan (27 december 1996), alpineskiër